# 紫乌头
紫乌头（学名：Aconitum episcopale）为毛茛科乌头属下的一个种。

## 扩展阅读
維基物種上的相關：紫乌头